# Il figlio di Robin Hood
Il figlio di Robin Hood (The Bandits of Sherwood Forest) è un film del 1946 diretto da Henry Levin.

## Trama
Inghilterra XIII secolo: il reggente William di Pembroke governa il Paese con ferocia. Quando il conte di Huntington, già Robin Hood, si oppone pubblicamente alla volontà del reggente di abolire la Magna Carta per instaurare, di fatto, una tirannia, viene bandito e privato dei suoi beni. Egli riesce, comunque, ad avvertire la madre del giovane re Henry III che questi è in pericolo ma che egli e suo figlio Robert lo proteggeranno. Poi, insieme ai suoi uomini, fra cui i fedeli Fra' Tuck, Will Scarlet, Allan-A-Dale e Little John, si rifugia nella foresta di Sherwood. William di Pembroke, infatti, deciso ad appropriarsi del trono e a proclamarsi re a tutti gli effetti, fa rinchiudere il re, separandolo dalla regina madre. Con la situazione che precipita, Catherine Maitland, dama di compagnia della regina, consiglia a questi di fuggire e raggiungere Robin Hood. Travestite da cameriere, nella foresta vengono trovate da Robert, che inizia a flirtare con la bella Catherine e conduce le due donne, non senza averle salvate dai soldati di Pembroke che le cercano, alla capanna di Nonna Meg, una vecchia amica di Robin Hood, quindi raggiunge il padre e lo accompagna alla capanna. Qui Robin riconosce, in una delle due donne, la regina che lo informa che il figlio è detenuto dal reggente. Viene, pertanto, inviato Allan-A-Dale, il menestrello, ad introdursi nel castello per raccogliere informazioni. Nel frattempo, il re rifuta di firmare qualsiasi cosa senza il consiglio di sua madre, compresa un atto, con cui, subdolamente, il reggente lo voleva fare abdicare in proprio favore. Penbroke allora decide di eliminare il ragazzo, facendo passare l'omicidio per un incidente ma di questo Allan informa Robert che riesce ad entrare nel castello con l'aiuto di Catherine, travestita da badessa di Bexton. Purtroppo, lord Fitz-Herbert, il perfido consigliere di Penbroke, incontra di lì a poco la vera badessa in una locanda e ritorna di corsa al castello per dare l'allarme ma nel frattempo Robert, grazie ad uno stratagemma ed alla sua abilità di arciere, riesce a liberare il re. Gli uomini di Pembroke non riescono a impedirne la fuga ma Robert, Allan e Catherine vengono catturati. Pembroke accusa i tre di aver rapito il re e ordina che vengano giustiziati. A questo punto Robert rivela di essere il figlio di Robin Hood e in quanto nobile, si appella al diritto di sfidare a duello il suo accusatore. Pembroke accetta ma ordina, vigliaccamente, che al suo sfidante non venga data né acqua né cibo per tre giorni, fino, cioè, al momento del duello, allo scopo di debilitarlo. La notte prima del duello, però, gli uomini di Robin Hood s'introducono nel castello, sopraffanno, silenziosamente, le guardie e si sostituiscono ad esse senza che venga dato l'allarma. All'alba, inizia il duello durante il quale Robert, benché indebolito, dimostra la sua superiorità con la spada nei confronti di Penbroke. Il comandante della guarnigione, allora, fedele all'usurpatore, ordina ai soldati sulle mura che seguono la sfida di uccidere con le frecce Robert ma sugli spalti si trovano solo gli uomini di Robin Hood che uccidono, invece, proprio il comandante mentre questi cerca di colpire Robert alle spalle. Benché ferito, Robert sconfigge Penbroke e il giovane re, ritornato sul trono, come ricompensa, lo reintegra dei suoi titoli e dei suoi possedimenti e gli "ordina" di sposare Lady Catherine.